# Office national d'information sur les enseignements et les professions
 (novembre 2019).
Si vous disposez d'ouvrages ou d'articles de référence ou si vous connaissez des sites web de qualité traitant du thème abordé ici, merci de compléter l'article en donnant les références utiles à sa vérifiabilité et en les liant à la section « Notes et références ».
 (novembre 2019).
L’Office national d'information sur les enseignements et les professions, plus connu sous l'acronyme ONISEP, est un organisme public français ayant le statut d'établissement public à caractère administratif. La direction (services centraux) est basée à Lognes.
Il fonctionne sous la tutelle du ministère de l'Éducation nationale et du ministère de l’Enseignement supérieur, de la Recherche et de l'Innovation et a pour vocation d'offrir toutes les informations sur les études et les métiers : formations, établissements formateurs, débouchés, et à favoriser l'accompagnement des jeunes dans la construction de leurs projets d'orientation.

## Histoire
L'ONISEP est créé à partir du Bureau universitaire de statistiques (BUS), fondé par Alfred Rosier au début des années 1930, sur l’initiative du ministre de l'Éducation nationale Anatole de Monzie et encouragé par la Confédération des travailleurs intellectuels (CTI), l’UNEF et l’Institut d’orientation professionnelle (INOP). Alfred Rosier devient le premier secrétaire général de ce service d'information et d'aide à l'orientation des étudiants se met en place dans un contexte de chômage intellectuel.
Le BUS est devenu établissement public (avec des antennes dans les académies) par la loi 54-389 du 8 avril 1954. Sa restructuration et son appellation d'ONISEP résultent du décret no 70-238 du 19 mars 1970 qui a, en même temps, créé le Centre d'études et de recherches sur les qualifications (CEREQ) qui en fut, jusqu'en 1985, une structure interne mais dotée d'instances et d'un budget propres. Cette évolution est intervenue sous l'impulsion de Raymond Vatier, directeur délégué à l'orientation et à la formation continue du ministère de l'Éducation nationale, qui fut également l'inventeur des GRETA.
Il est actuellement régi par les articles D.313-14 à D.313-36 du Code de l'éducation.
Le 14 octobre 2011, un décret modifie l'organisation de l'ONISEP, en réduisant de 54 à 26 le nombre de membres du conseil d'administration et en remplaçant les comités d'orientation régionaux par un comité d'orientation unique.

## Missions
La loi fixe la mission générale de l'ONISEP, chargé « d'élaborer et de mettre à la disposition des utilisateurs, selon toutes modalités et supports adaptés, la documentation nécessaire à la personnalisation de l'information et de l'orientation par une meilleure connaissance des moyens d'éducation et des activités professionnelles ; et de contribuer aux études et recherches relatives aux méthodes et aux moyens propres à développer cette documentation et à faciliter l'information et l'orientation ».
L’ONISEP est reconnu comme un expert de la production d’informations multicanal reposant sur un système documentaire unique,. L’Onisep alimente et assure la maintenance de bases de données reliées entre elles (130 000 cursus de formation, 20 400 établissements de formation, 1 340 fiches diplômes, 600 métiers, 2 000 vidéos) qui constituent le socle de sa diffusion d’informations à travers ses publications print, ses productions numériques et ses services : livres, guides, un site Internet et ses déclinaisons thématiques, sites et applications pour mobiles, vidéos sur les métiers et les formations, service en ligne d’aide personnalisée à l’orientation, etc. L’ONISEP organise ou co-organise et participe à de nombreux salons et forums dédiés à l’orientation des jeunes.
L’ONISEP forme un réseau avec un siège en Île-de-France, composé de six départements (ressources documentaires, accompagnement et pédagogie de l'orientation, éditions cross-médias, web et innovations numériques, systèmes informatiques, communication, promotion et salons, partenariat), et 28 délégations régionales réparties sur l’ensemble du territoire français. Pour mener à bien ses missions, l’ONISEP s’appuie sur 546 professionnels (217 au siège et 329 en délégations régionales) aux compétences et aux profils différents, mais complémentaires : chargés de l’ingénierie éducative pour l’orientation, documentalistes, rédacteurs, éditeurs web, chargés de PAO, chargés de production audiovisuelle, webmestres, webdesigners, informaticiens, chargés de communication, chargés d’accompagnement, conseillers sur les plates-formes de réponses aux questions en ligne…

## Services
- Six plates-formes multimédias interrégionales : un service personnalisé pour répondre au questions des jeunes et de leur famille sur les métiers, les formations, l’orientation (réponse par téléphone, mail ou t’chat) ;
- La géolocalisation cartographique des formations et des établissements ;
- La base de données Handicap ;
- Le poptefolio FOLIOS successeur du webcalsseur : un service en ligne dans les collèges et les lycées pour les enseignants, les élèves, les parents… qui permet aux jeunes de stocker leurs recherches sur l’orientation durant leur scolarité, de la 5e à la terminale ;
- Le Kiosque : un espace dévolu à l’information pour l’orientation dans les centres de documentation et d’information des établissements scolaires.

## Actions menées en partenariat
De multiples partenariats avec les acteurs du monde professionnel, des institutions publiques, des collectivités territoriales, des éditeurs, des médias…

## Organisation et gouvernance
Dirigé par un directeur l'Office est administré par un conseil d'administration de 26 membres assisté d'un conseil d'orientation.
Le directeur de l'Office est nommé par décret pris sur proposition des ministres chargés de l'éducation et de l'enseignement supérieur pour une période maximale de trois ans renouvelable une fois.
Le conseil d'administration est composé de 9 représentants de l’État, de quatre membres de droit (le délégué à l'information et à l'orientation ; le directeur général de Pôle emploi ; le chef du service des droits des femmes et de l'égalité entre les femmes et les hommes au ministère chargé des droits des femmes ; le président du Conseil national de l'emploi) : un représentant de l'Union nationale des associations familiales ; trois représentants des associations de parents d'élèves les plus représentatives, dont un de l'enseignement privé sous contrat ; un représentant de l'association d'étudiants la plus représentative, désigné sur proposition du Conseil national de l'enseignement supérieur et de la recherche ; un représentant des lycéens, désigné sur proposition du Conseil national de la vie lycéenne ; cinq représentants du personnel de l'office, désignés sur proposition des organisations syndicales les plus représentatives au sein de l'office.
Le conseil d'orientation conduits ses travaux à la demande du conseil d'administration à l'issue desquels il donne un avis à la majorité des suffrages exprimés.
Il existe, dans chaque région académique, une délégation régionale de l'Office placée sous la tutelle du recteur de région académique.

## Liste des dirigeants
| Identité                                      | Période   | Période | Durée |
| Identité                                      | Début     | Fin     | Durée |
| --------------------------------------------- | --------- | ------- | ----- |
| Frédérique Alexandre-Bailly (d) (née en 1967) | août 2019 |         |       |